# LZ11 Viktoria Luise

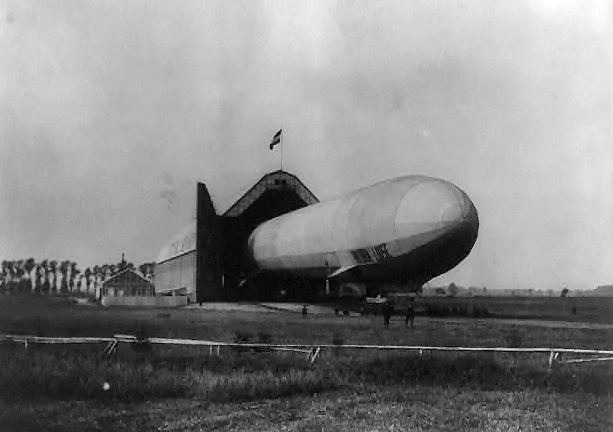
LZ 11 Viktoria Luise in hangar bij Oos

De zeppelin LZ 11 Viktoria Luise was een verkeersluchtschip van de Deutsche Luftschifffahrts Aktien Gesellschaft (DELAG).
De eerste vlucht begon op 14 februari 1912, en op 4 maart werd de eerste passagiersvaart ondernomen.  De zeppelin werd aan het begin van de Eerste Wereldoorlog opgeëist door de Duitse overheid.  Van 1912 t/m 1914 werden 489 passagiersvaarten ondernomen, werd er 54 312 kilometer afgelegd en werden 9738 betalende passagiers vervoerd. Op 8 oktober 1915 werd het schip bij de hallen van het stutpunt Leignitz vernield.  Samengeteld had de Viktoria Luise over de 1400 vaarten gemaakt.
Naar vorm en constructie was de LZ 11 in de grote lijnen gelijk aan de Schwaben. Het schip was 148 m lang, had een diameter van 14 m en had een gasinhoud van 18 700 m³.  Binnenin bevonden zich 18 met waterstof gevulde gascellen. De nuttige lading werd zo op 5500 kg gebracht.
Het schip had twee motorgondels en één passagiersgondel. De drie motoren die het schip rijk was produceerden elk 107 kilowatt (145 pk), goed voor in totaal 435 pk. Deze motoren dreven driebladige schroeven aan, die het schip een kruissnelheid van 61 km/h gaven en een topsnelheid van 72 km/h.
De bemanning bestond uit de volgende personen: 1 luchtschipcommandant, 1 vluchtingenieur, twee stuurmannen en één of twee monteurs in de voorste en ook één of twee in de achterste gondel.
De passagiers konden plaatsnemen in een met celluloid winddicht gemaakte cabine tussen de twee gondels, die plaats bood aan 20 personen.